# Irena Sedlecká

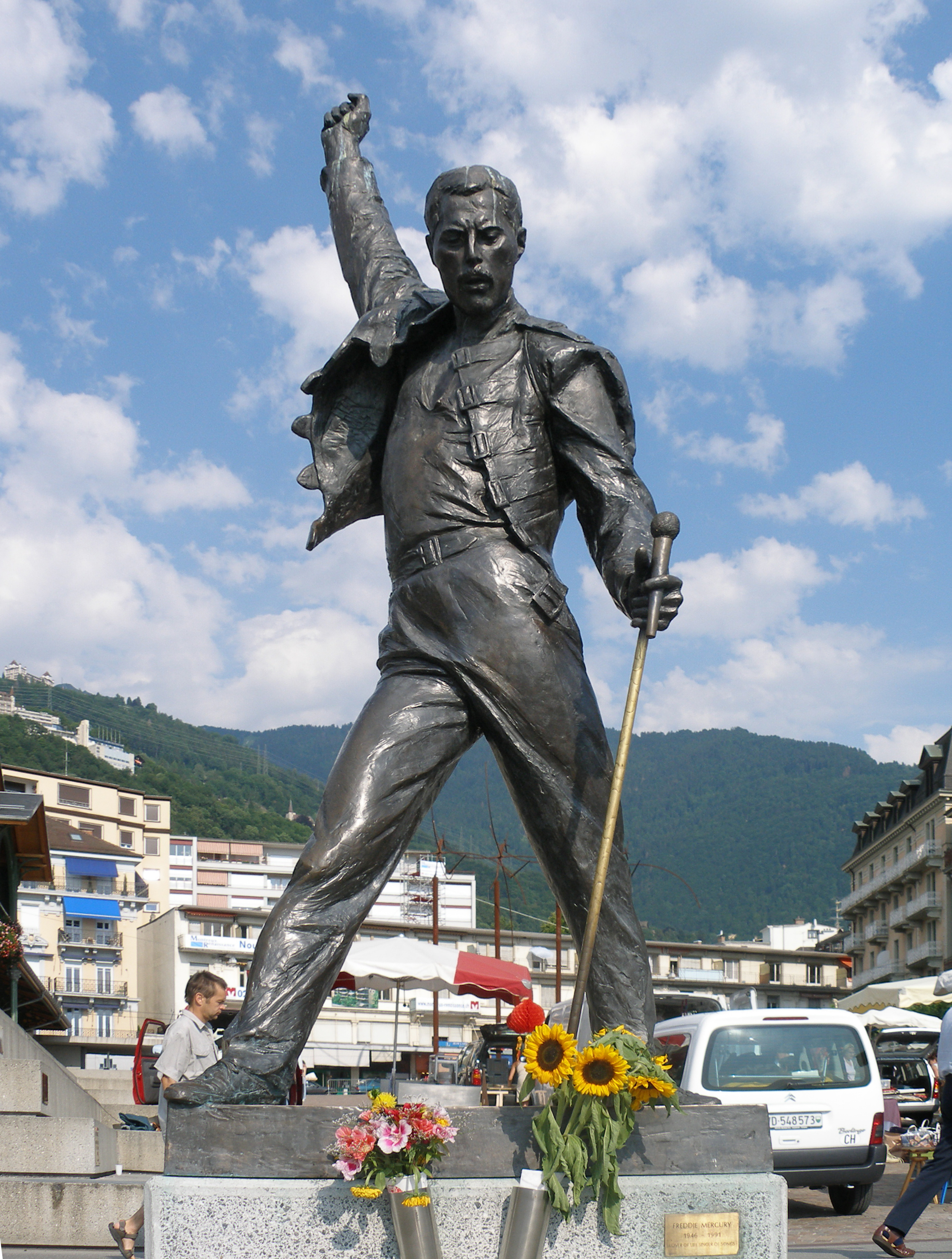
Socha Freddie Mercuryho v Montreux

Irena Sedlecká (7. září 1928 Plzeň – 4. srpna 2020 Londýn) byla česká sochařka, která žila od roku 1967 ve Velké Británii a byla členkou Královské britské sochařské společnosti (Royal British Society of Sculptors). Zemřela 4. srpna 2020 v Londýně ve věku 91 let.

## Životopis
Narodila se v Plzni, v rodině vedoucího nakladatelství. Po okupaci se chtěla stát učitelkou, místo toho však byla nasazena na práci v plzeňské Škodovce, kde pracovala na dodávkách pro německou armádu.
Umění nejprve studovala soukromě v Plzni u Jaroslava Votlučky (1913–1996). Po válce začala společně se sestrou Jaroslavou studovat na Akademii výtvarných umění v Praze, kde si zvolila sochařský obor (prof. Karel Pokorný). Po absolvování školy patřila ke skupině umělců, kteří byli počátkem 50. let vyzváni, aby vyzdobili průčelí Leninova muzea v Praze (dnes Lidový dům) reliéfy ve stylu socialistického realismu. Vytvořila též památník obětem fašismu ve Velkém Meziříčí a pomník Julia Fučíka v Plzni, který byl odhalen v září 1965 a po roce 1989 odstraněn. Za svoji práci obdržela Leninovu cenu, v roce 1953 Státní cenu Klementa Gottwalda.
Roku 1967 odešla spolu s manželem a třemi dětmi z Československa do Velké Británie, kde se posléze stala členkou Královské britské sochařské společnosti.
První zakázkou, kterou v Británii obdržela, byla 70centimetrová socha Madony. Od té doby vytvořila celou řadu monumentálních portrétů a bust včetně třímetrové sochy Freddieho Mercuryho, která stojí ve švýcarském Montreux (ta se stala předlohou pro velkou umělcovu sochu, jež se od roku 2002 nachází před londýnským divadlem Dominion) či sochy George Brummella v londýnské Jermyn Street.
Z bust známých lidí, které vytvořila, lze jmenovat portréty herců Laurence Oliviera, Donalda Sindena, Paula Eddingtona a Richarda Brierse, scenáristy a herce Jimmyho Edwardse, fotbalisty Bobbyho Charltona, lorda Litchfielda a otce tryskového motoru Franka Whittla.
V srpnu 1992 byla její tvorba součástí výstavy pěti významných českých sochařů-emigrantů uspořádané na Velvyslanectví České republiky v Londýně.
Prvním manželem Ireny Sedlecké byl sochař Ludwig Kodym. Roku 1996 se provdala za sochaře Františka Bělského, který se tak stal jejím třetím manželem.